# 2025년 2월 죽음
다음은 2025년 2월에 사망한 저명한 인물 목록이다.
- 2월 1일
  - 이탈리아의 언어학자 레나토 코르세티
  - 독일의 제9대 대통령 호르스트 쾰러
- 2월 2일
  - 중화민국의 영화배우 쉬시위안
  - 대한민국의 배우 이주실
- 2월 3일
  - 미국의 사회학자 마이클 부라워이
  - 대한민국의 가수 오성훈
  - 일본의 야구인 요시다 요시오
  - 대한민국의 언론인 홍명표
  - 미국의 영화감독 크리스 뉴먼
- 2월 4일
  - 대한민국의 법의학자 문국진
  - 니자리파의 지도자 아가 칸 4세
  - 대한민국의 성우 이광세
  - 대한민국의 의학자 주양자
- 2월 5일
  - 미국의 랩가수 어브 가티
  - 일본의 영화배우 이타가키 미즈키
- 2월 6일 - 중국의 기계공학자 황쉬화
- 2월 7일 - 대한민국의 가수 송대관
- 2월 8일
  - 나미비아의 제1대 대통령 샘 누조마
  - 대한민국의 야구인 주성로
  - 대한민국의 성우 최병학
  - 잉글랜드의 피아노연주자 하워드 라일리
- 2월 9일 - 미국의 영화배우 마라 코데이
- 2월 10일
  - 이탈리아의 피아니스트 마리아 티포
  - 그리스의 축구인 타키스 이코노모풀로스
- 2월 11일 - 그리스의 육상인 요르요스 루바니스
- 2월 12일 - 대한민국의 바둑기사 김철중
- 2월 13일 - 미국의 정치인 짐 가이 터커
- 2월 14일 - 프랑스의 영화배우 준비에브 파주
- 2월 16일
  - 대한민국의 인권운동가 길원옥
  - 대한민국의 배우 김새론
- 2월 17일
  - 미국의 야구인 에디 피셔
  - 오스트레일리아의 자선가 제임스 해리슨
  - 미국의 영화배우 진 해크먼
- 2월 18일 - 대한민국의 국문학자 강신항
- 2월 19일 - 미국의 윤리학자 톰 비첨
- 2월 20일
  - 미국의 싱어송라이터 제리 버틀러
  - 미국의 정치인 데이비드 보렌
  - 미국의 영화배우 피터 제이슨
- 2월 21일
  - 미국의 영화배우 린 마리 스튜어트
  - 홍콩의 싱어송라이터 방대동
  - 미국의 경호원 클린트 힐
- 2월 23일 - 태국의 제14대 총리 타닌 끄라이위치안
- 2월 24일
  - 대한민국의 역사가 정수일
  - 미국의 싱어송라이터 로버타 플랙
- 2월 25일
  - 미국의 역사가 마틴 E. 마티
  - 미국의 영화프로듀서 로베르토 오르시
  - 대한민국의 정치인 홍선기
- 2월 26일
  - 대한민국의 군인 김태영
  - 스웨덴의 영화배우 리스 닐헤임
  - 대한민국의 정치인 류근찬
  - 미국의 영화배우 미셸 트랙턴버그
- 2월 27일
  - 대한민국의 배우 강명주
  - 러시아의 체스선수 보리스 스파스키
  - 대한민국의 정치인 최영철
- 2월 28일 - 일본의 작가 소노 아야코